# Covo
Covo [ˈkoːvo] (Cóv [ˈkof] in dialetto bergamasco) è un comune italiano di 4 333 abitanti della provincia di Bergamo in Lombardia.

## Geografia fisica
Situato nella pianura orientale bergamasca, dista circa 27 chilometri a sud dal capoluogo orobico, e occupa una superficie di 12,74 km². completamente pianeggianti con un'altitudine che varia da 109 a 129 m s.l.m.
Il territorio confina a nord con Romano di Lombardia e Cortenuova, a est con Calcio a sud con Antegnate. Barbata e Isso mentre a ovest con Fara Olivana con Sola.
Il territorio è completamente coltivato grazie all'irrigazione con rogge come il fosso bergamasco e l'antegnata, e la roggia Sale, e antichi fontanili, mentre gli antichi cascinali sono quasi completamente disabitati.

## Origini del nome
Vi sono molte ipotesi circa l'origine del nome diminuto in Covello. Secondo lo storico G. B. Moriggia il nome ha origini franche da cave o cantina, la zona infatti era ricca di produzione di vino. Secondo il filologo Dante Olivieri il nome nasce dal significato di rifugio o nascondiglio, quindi località dove vi erano grotte e avvallamenti adatti a nascondersi. Molto probabilmente l'origine è molto più semplice e nasce dal latino ad cavum cioè «presso il fossato», forse dal fosso bergamo risalente all'epoca romana.
Per tradizione l'origine del nome sarebbe collegato ai covoni di grano che è anche il simbolo cittadino, e che era ritenuto di buon auspicio in una zona che viveva dell'agricoltura. Il nome Covo sul territorio comparve nel 920 per la prima volta, nella stessa forma in cui viene scritto, mentre un atto del 998 riporta il nome di Cauve.

## Storia

### Origini
La zona di Covo fu probabilmente abitata già dal V secolo a.C. dai Galli e dai Celti con i Cenomani che si stanziarono in piccoli villaggi. Testimonianza della loro presenza sono in varie località della zona. Questi permisero ai romani l'insediamento sul territorio aiutandoli a liberarsi degli Insubri del 224 a. C. Tracce della presenza romana sono riscontrabili nei confini catastali che indicano il tracciato di decumani e cardini. Parrebbe che il ventiseiesimo decumano della centuriazione passasse per il territorio di Covo.
Si potrebbe quindi ipotizzare che i primi insediamenti abitativi risalgano a quel periodo, indicati con il nome di ad cavum, ovvero villaggio presso il canale. Nel 1890 durante lavori di livellamento di una zona che risultava essere sopraelevata di qualche metro rispetto al territorio furono rinvenute venti tombe romane di epoca imperiale nonché attrezzi, lance, ceramiche e suppellettili. Negli ultimi anni del XXI secolo furono molte le ricerche archeologiche che permisero il ritrovamento di zone abitate fin dell'epoca romana in particolare dove vi erano antichi luoghi di culto.

### Medioevo
Il territorio fu poi invaso dai vari popoli provenienti dal nord, fino al 568 quando si stanziarono i Longobardi. Questi non amavano coltivare la terra, ma preferivano vivere alle spalle delle popolazioni chiedendone un terzo del raccolto. In questo periodo sorsero molte chiede grazie alla devozione ai nuovi santi tra cui il bergamasco sant'Alessandro
Molte di queste chiese furono citata da Taidone nel 774 nel suo testamento: Donazione di Taidone, anno in cui i territori furono occupati dall'esercito di Carlo Magno.
Il primo documento scritto che attesta l'esistenza del paese risale all'anno 920, cinque anni dopo l'atto di appartenenza di tutta la zona alla diocesi di Bergamo del vescovo Adalberto nel periodo storico in cui questi territori erano stati conquistati dai Franchi: questi nuovi dominatori istituirono la secolare istituzione del Sacro Romano Impero, in cui introdussero il feudalesimo. Fu poi nuovamente citato nel 998 in un atto di permuta del vescovo Reginfredo con Beltramus de Covo. Fu dopo il primo millennio però che il villaggio iniziò ad avere una propria conformazione grazie alla costruzione del castello come luogo di difesa, e alla costruzione di nuove abitazioni intorno a esso a protezione, e con le case anche le antiche chiese.
Nel 1098 il territorio passò sotto la giurisdizione del vescovo di Cremona Ubaldo per volontà della contessa Matilde di Canossa, contro quella dei covesi e dell'arcivescovo di Milano Ariberto d'Intimiano; il vescovo dovette quindi appoggiarsi all'imperatore Enrico III che confermò i diritti episcopali e feudali: […] nessun Arcivescovo, Vescovo, Duca, Marchese, Conte, Visconte, persona grande o piccola potevano spogliare dei beni la chiesa cremonese. Il vescovo Sicardo nel 1110 ricevette il titolo di conte. Tuttavia nella zona si faceva sempre più forte l'influenza esercitata dalla famiglia guelfa dei Ghisalberti, conti di Cortenuova infeudati dal vescovo cremonese, ma che cercarono a più riprese di strapparne il possesso. 

#### Buoso da Dovara e la distruzione del castello
La nascita dei comuni portò le città a gravi scontri per la supremazia sul territorio. Furono anche gli anni che videro lo sviluppo di opere pubbliche con la costruzione di nuovi fossati che servivano all'irrigazione dei campi.
L'apice degli scontri si verificò nel novembre del 1237, quando nelle vicinanze si scontrarono gli eserciti guelfi delle città di Brescia e Milano e quelli ghibellini composti dalle truppe imperiali dell'imperatore Federico II, sostenitore delle città di Bergamo e Cremona. La battaglia, combattuta lungo il "Fosso Bergamasco" pur avendo avuto il suo punto centrale in località: "Morti del Fosso", coinvolse certamente il territorio di Covo, attraversato appunto da tale fossato. L'esito arrise agli imperiali, e Covo, schierato con la fazione guelfa, subì la distruzione di gran parte degli edifici preposti alla difesa, tra i quali anche il castello che venne raso al suolo.
Il maniero venne ricostruito dopo breve tempo da Buoso da Duera, signore di Soncino, che vi era rifugiato dopo il presunto tradimento di Manfredi di Sicilia, il quale lo dotò di ben nove torri, e facendo rinforzare le mura cittadine e creare un profondo fossato. Tuttavia la pace era un lontano miraggio, tanto che si verificarono nuovi attacchi da parte di Napoleone della Torre signore di Milano, intenzionato a riprendere il comando sull'intera zona. Questi mise sotto assedio il castello di Covo il 4 giugno 1266, e nel 1267, dopo aver prosciugato i fossati e aver attaccato le torri con il crollo di quella posta a mezzogiorno, costrinsero alla resa l'occupante, che di nascosto, si rifugiò presso Cremona. Buoso, che per denaro aveva tradito i Ghibellini, verrà collocato da Dante all'inferno (If canto. XXXII 103-117) fra i traditori della patria. "Ei piange qui l'argento de' Franceschi: Io vidi, potrai dir, quel da Duera Là dove i peccatori stanno freschi." Il 9 marzo 1267 fu firmata la pace nella chiesa di San Giorgio di Romano di Lombardia. Covo tornò a essere sotto la giurisdizione della diocesi cremonese, che, necessitando di acqua per i campi progetto che fu più volte sospeso e ripreso nel 1337 con la realizzazione del Naviglio Civico, e il fosso Bergamasco dal fonte di Covo al Serio, e dal Serio all'Adda.

### Repubblica di Venezia
Il territorio era sconquassato dalle lotte tra guelfi e ghibellini, in particolare il territorio della bergamasca diviso tra le famiglie dei Rivola dei Bonghi e dei Suardi e Colleoni, questo permise l'entrata in Bergamo di Matteo I Visconti. Il presidio militare cremonese presente a Covo riparò la cittadina dalla distruzione. Ma i fatti portarono a una grave carestia e pestilenza: Covo risulta ne fosse molto contagiato, serviva infatti un documento di sana costituzione per chi, nel 1322, proveniva da Covo.

Il 23 marzo 1410 Pandolfo Malatesta signore di Bergamo e Milano, elevò a conte Giacomo Covi e Covo a rango di contea: 
(Borgo di Covo, pagina 63)
La situazione di instabilità politica durò fino alla prima metà del XV secolo, quando irruppe la Repubblica di Venezia, e Covo si trovò a essere nella posizione geografica peggiore, tra i territori governati da Milano e quelli dalla Serenissima, trovandosi a dover contribuire con nuovi tributi e uomini a difesa dei territori. Brescia fu conquistata dall'esercito della laguna e questo portò i Visconti a contrattaccare e ad invadere la pianura bresciana.  Ma, grazie ai rinforzi giunti da Venezia e da Ferrara, Milano fu costretta a cedere i territori lungo l'Oglio tra questi anche Covo. L'atto di rinuncia fu firmato il 28 giugno 1428 nel maniero di Romano di Lombardia. Il territorio di Covo fu testimone di ulteriori scontri tra i Visconti e Venezia che tornarono a firmare la pace nel 1432. La Serenissima applicando una politica lungimirante in ambito sociale ed economico, riuscì a porre fine all'epoca medievale e gli scontri a essa legati. I territori vennero quindi assegnati al condottiero Bartolomeo Colleoni, legatissimo alla città lagunare, che donò al paese una preziosa reliquia di San Lazzaro. La biblioteca di Brera conserva il documento che elenca i privilegi che Covo ottenne dalla Repubblica di Venezia.

#### Zecca di Covo
Nel 1494 l'imperatore Massimiiano concesse a Giovanni Bentivoglio, conte di Covo, di batter moneta a Covo. La scelta del territorio fu anche condizionata dalla numerosa presenza di milizie che dovevano già difendere i confini. Coniare moneta era cosa molto ambita da chi aveva un dominio. Fu incaricato Francesco Raibolini detto il Francia, famoso orafo originario di Bologna. Non è mai stato confermato la zecca fosse posta a Covo piuttosto che ad Antegnate. Durante lavori di manutenzione di una vigna furono ritrovate pietre di notevole misura considerate parti dell'impianto dove veniva lavorato il metallo. Nel Cinquecento la lavorazione era molto semplice. Furono coniate diverse monete, se ne elencano almeno settanta: 32 in oro, 31 in argento e 8 in rame. Quasi tutte presentano su un lato il capo del Bentivoglio visto di profilo con il berretto e la scritta: Joannes Bentivolus il Bonaniensis. Sull'altro lato lo stemma della famiglia con la scritta Maximiliani Imperatoris nummus MCCCCLXXXXIIII. Pochissime monete riportano la scritta e l'immagine del Giovanni Battista. La zecca risulta fosse in funzione dal 1494 al 1509.

### Dominazione spagnola e il Regno d'Italia
La posizione però fu luogo di occupazione sia dall'esercito francese del re Luigi XII che aveva firmato l'alleanza a Cambri con papa Giulio II dalla Rovere, nel 1509 al 1512, per ritornare poi in mano ai Bentivoglio tra il 1512 e il 1535, e la dominazione spagnola tra il 1535 e il 1713.
I conflitti del Rinascimento riportarono il comune sotto il dominio meneghino, poi all'interno del più ampio impero spagnolo, avendo come riferimenti amministrativi il contado di Cremona e la diocesi di Cremona. Con la proclamazione della Repubblica Cisalpina di Napoleone, il paese fu spostato nella bergamasca. Dopo la successiva assegnazione di questi territori agli austriaci, che inserirono il paese nel Regno Lombardo-Veneto, avvenne il definitivo passaggio al Regno d'Italia; successivamente non si verificarono più episodi di rilievo, con il paese intento a vivere della propria quotidianità dettata dai ritmi rurali.

### Simboli
Lo stemma e il gonfalone sono stati concessi con decreto del presidente della Repubblica del 25 agosto 1953.
Il covone è un'arma parlante ed allude al nome del paese. L'emblema è di antiche origini, apparteneva alla famiglia Covo o Covi (di rosso, al covone di spighe d'oro, al capo dell'Impero), che ebbe in signoria la contea di Covo, da cui prese il nome, dal XV secolo.
Il gonfalone è un drappo partito di rosso e di giallo.

## Monumenti e luoghi d'interesse
L'edificio di maggior richiamo presente nel paese è la chiesa parrocchiale intitolata ai santi Filippo e Giacomo apostoli. Edificata in luogo di un vecchio edificio di culto verso la fine del XVIII secolo utilizzando materiali ottenuti dalla demolizione di antichi edifici, tra cui due piccole chiesette e le torri del vecchio castello. Al proprio interno custodisce la reliquia di san Lazzaro, regalata alla popolazione da Bartolomeo Colleoni, un organo di pregevole fattura e opere pittoriche di buon pregio.
Sia il castello che altri edifici medievali, però, sono andati distrutti nel corso dei secoli, e l'unico resto riferibile a quel periodo è la torre posta su quella che un tempo era la porta sud del maniero stesso.
Numerose sono infine le cascine, memoria dell'anima rurale che il borgo ha conservato per parecchi secoli: tra queste vanno ricordate la Cascina Valemma, la Cascina Trobbiate, la Cascina Arrigona, risalenti al XVII secolo, nonché la Cascina Castellana, la Cascina Cavallina e la Cascina Bordona (demolita nel maggio 2019), edificate attorno al XVI secolo.

## Società

### Evoluzione demografica
Abitanti censiti

### Tradizioni e folclore
Il paese di Covo ogni anno, a ricordo di un fatto storico avvenuto nel 1798 chiamato «Anime giustiziate», dedica tre giorni, il 7, 8 e 9 agosto, data della decapitazione dei tre personaggi, alla «Festa delle Anime Giustiziate». L'evento ricorda la vicenda di tre ladri che durante una rapina in una casa di Covo furono catturati e condannati al patibolo. I tre disgraziati chiesero a tutta la comunità di essere perdonati e di poter essere confessati e comunicati. La loro richiesta tanto stupì i paesani che li elevarono quasi a santi. I tre corpi acefali furono sepolti nel cimitero mentre le teste furono esposte nella cappella cimiteriale. Da allora ogni anno per tre giorni gli abitanti illuminano con migliaia di lumi, il percorso stradale che accompagna da luogo dell'esecuzione, dove era stata posta la ghigliottina, a quello della sepoltura.

## Infrastrutture e trasporti
Fra il 1888 e il 1931 la località era servita da una fermata posta lungo la tranvia Bergamo-Soncino.